# Nick Cassavetes
Nicholas David Rowland (Nick) Cassavetes (New York, 21 mei 1959) is een Amerikaans filmregisseur en -acteur. Hij won in 2004 een Daytime Emmy Award voor het maken van de televisiespecial The Incredible Mrs. Ritchie, bedoeld voor jeugdige kijkers. In 1997 werd hij al eens genomineerd voor de Gouden Palm op het Filmfestival van Cannes voor het regisseren van de film She's So Lovely.
Cassavetes is een zoon van acteursechtpaar John Cassavetes en Gena Rowlands. Zijn jongere zussen Alexandra en Zoe verschenen ook in een handvol films, maar bouwden nooit een carrière op in dezelfde orde van grootte als die van hun broer.
Cassavetes trouwde in 1985 met Isabelle Rafalovich met wie hij twee dochters kreeg. Nadat hun huwelijk spaak liep, hertrouwde hij met de achttien jaar jongere actrice Heather Wahlquist.

## Filmografie (acteur)
*Exclusief televisiefilms
| - Blow (2001) - The Astronaut's Wife (1999) - Life (1999) - Conversations in Limbo (1998) - Face/Off (1997) - Me and the Gods (1997) - Black Rose of Harlem (1996) - Mrs. Parker and the Vicious Circle (1994) - Class of 1999 II: The Substitute (1994) - Twogether (1994) - Sins of the Night (1993) - Body of Influence (1993) - Broken Trust (1993) | - Sins of Desire (1993) - Delta Force 3: The Killing Game (1991) - Backstreet Dreams (1990) - Object of Desire (1990) - Blind Fury (1989) - Desperation Rising (1989) - Assault of the Killer Bimbos (1988) - Under the Gun (1988) - The Wraith (1986) - Quiet Cool (1986) - Black Moon Rising (1986) - Mask (1985) - Husbands (1970) |

## Filmografie (regisseur)
*Exclusief televisiefilms
- The Other Woman (2014)
- My Sister's Keeper (2009)
- Alpha Dog (2006)
- The Notebook (2004)
- John Q (2002)
- She's So Lovely (1997)
- Unhook the Stars (1996)

- Biblioteca Nacional de España: XX1266945
- Bibliothèque nationale de France: cb14035361k (data)
- Catàleg d'autoritats de noms i títols de Catalunya: 981058515470606706
- CiNii: DA18753483
- Gemeinsame Normdatei: 132772892
- International Standard Name Identifier: 0000 0001 1454 4381
- Library of Congress Control Number: no96015818
- MusicBrainz: 5ffae073-32ca-49fa-9f26-5680af7b4428
- Nationale Bibliotheek van Tsjechië: xx0110656
- Nationale Bibliotheek van Israël: 987007372140905171
- Nederlandse Thesaurus van Auteursnamen: 169020290
- Istituto Centrale per il Catalogo Unico: REAV096382
- LIBRIS: 295879
- SNAC: w6rv1n7n
- Système universitaire de documentation: 069347131
- Virtual International Authority File: 106958184
- WorldCat: E39PBJjCJTV4gCdVmrMywvGbVC